# Rutina Wesley
Rutina Wesley (Las Vegas, 1 de fevereiro de 1979) é uma atriz estadunidense, mais conhecida por interpretar a personagem Tara Thorton na série de televisão True Blood.

## Biografia
Filha de um sapateador profissional e de uma dançarina, Wesley estudou dança no Simba Studios e no West Las Vegas Arts Centerref. Quando terminou o colégio em Las Vegas, ela foi aceita em uma universidade de Indiana, mas hesitou em matricular-se por causa da fraca presença de minorias étnicas naquele estado. Em 2001, Wesley entrou para a famosa Juilliard School, formando-se quatro anos depois.

## Carreira
Em 2005, Wesley fez uma pequena participação no filme Hitch, mas acabou cortada na edição final. Só em 2007 ela fez sua estreia no cinema, no papel principal do filme How She Move, sobre uma garota de ascendência jamaicana que entra em uma competição de sapateado para poder arcar com os custos de sua educação.
Antes de Wesley entrar para o elenco de True Blood, sua personagem, Tara, foi vivida no episódio piloto pela atriz Brook Kerr. Entretanto, Brook foi substituída por Wesley porque, segundo o produtor e criador da série, Alan Ball, "ela foi a primeira pessoa a mostrar o lado vulnerável de Tara".

## Vida pessoal
Wesley divide seu tempo entre Los Angeles e Astoria (Queens). Ela foi casada com seu ex-colega de escola da Juilliard, Jacob Fishel , um ator. Rutina pediu o divórcio em 16 de agosto de 2013 alegando diferenças irreconciliáveis.

## Filmografia

### Cinema
| Ano  | Título                  | Papel               | Nota           |
| ---- | ----------------------- | ------------------- | -------------- |
| 2007 | How She Move            | Raya Green          |                |
| 2012 | California Winter       | Marcy Sanchez       |                |
| 2013 | The Championship Rounds | Tina                | Curta-metragem |
| 2014 | 13 Sins                 | Shelby              |                |
| 2014 | Last Weekend            | Nora Finley-Perkins |                |
| 2015 | The Perfect Guy         | Alicia              |                |
| 2015 | Broad Squad             | Joanne              | Telefilme      |
| 2017 | Last Looks              | Sister              | Curta-metragem |
| 2019 | Live and Let Die        | Solitaire (vo)      | Video          |
| 2019 | Stucco                  | Officer             | Curta-metragem |
| 2021 | Outsiders               | Ramila              |                |

### Televisão
| Ano       | Título                | Papel                     | Nota                   |
| --------- | --------------------- | ------------------------- | ---------------------- |
| 2008      | True Blood            | Tara Thornton             | 2008–2014              |
| 2009      | The Cleveland Show    | Yvette / Tori (voz)       | 2 episódios, 2009–2012 |
| 2010      | Generator Rex         | Agente Kenwyn Jones (voz) | 2 episódios, 2010–2011 |
| 2010      | Numb3rs               | Jenny Calandro/Sarah      | 1 episódio             |
| 2011      | Bandwagon: The Series |                           | 1 episódio             |
| 2011      | Top 100 Number Ones   |                           | Telefilme              |
| 2015      | Hannibal              | Reba McClane              | Recorrente             |
| 2015      | Broad Squad           | Joanne                    | Telefilme              |
| 2015      | Arrow                 | Liza Warner               | Elenco recorrente      |
| 2016–2022 | Queen Sugar           | Nova Bordelon             | Elenco regular         |
| 2019      | The Walking Dead      | Jocelyn                   | 1 Episódio             |
| 2023      | The Last Of Us        | Maria                     | Recorrente             |

## Prêmios e Indicações
| Ano  | Prêmio                     | Categoria                    | Trabalho   | Resultado |
| ---- | -------------------------- | ---------------------------- | ---------- | --------- |
| 2009 | Satellite Awards           | Melhor Elenco de televisão   | True Blood | Venceu    |
| 2010 | Screen Actors Guild Awards | Melhor elenco em série Drama | True Blood | Indicado  |
| 2013 | Image Award                | Melhor Atriz Coadjuvante     | True Blood | Indicado  |

[carece de fontes?]